# Dama Tikala
Dama Tikala (rođena 1. rujna 504.) bila je kraljica vladarica majanskog grada Tikala u Gvatemali. Postala je kraljica 19. travnja 511.
Njezin je otac vjerojatno bio kralj Chak Tok Ich'aak II. Čini se da nikada nije vladala u svoje ime, već s Kaloomte'om B'alamom.
Prikazana je na steli 23, gdje je zapisano kad je rođena.
Prema Simonu Martinu, Dama Tikala nikada nije bila smatrana pravim vladarom, te je možda bila supruga ili majka nekog kralja, pa je zapravo bila regentica. Pravo vladanja je u Tikalu bilo prvenstveno pravo muškaraca, te je Dama Tikala bila izuzetak.